# Litoměřice horní nádraží
Litoměřice horní nádraží je železniční stanice, která se nachází na trati Lovosice – Česká Lípa. Ve stanici zastavují osobní vlaky linek U10 (Litoměřice horní n. – Most) a U11 (Česká Lípa hl. n. – Louny město). Nádraží se nachází severně od centra města, vzdálenost nádraží od centra je vzdušnou čarou asi 750 metrů.

## Historie

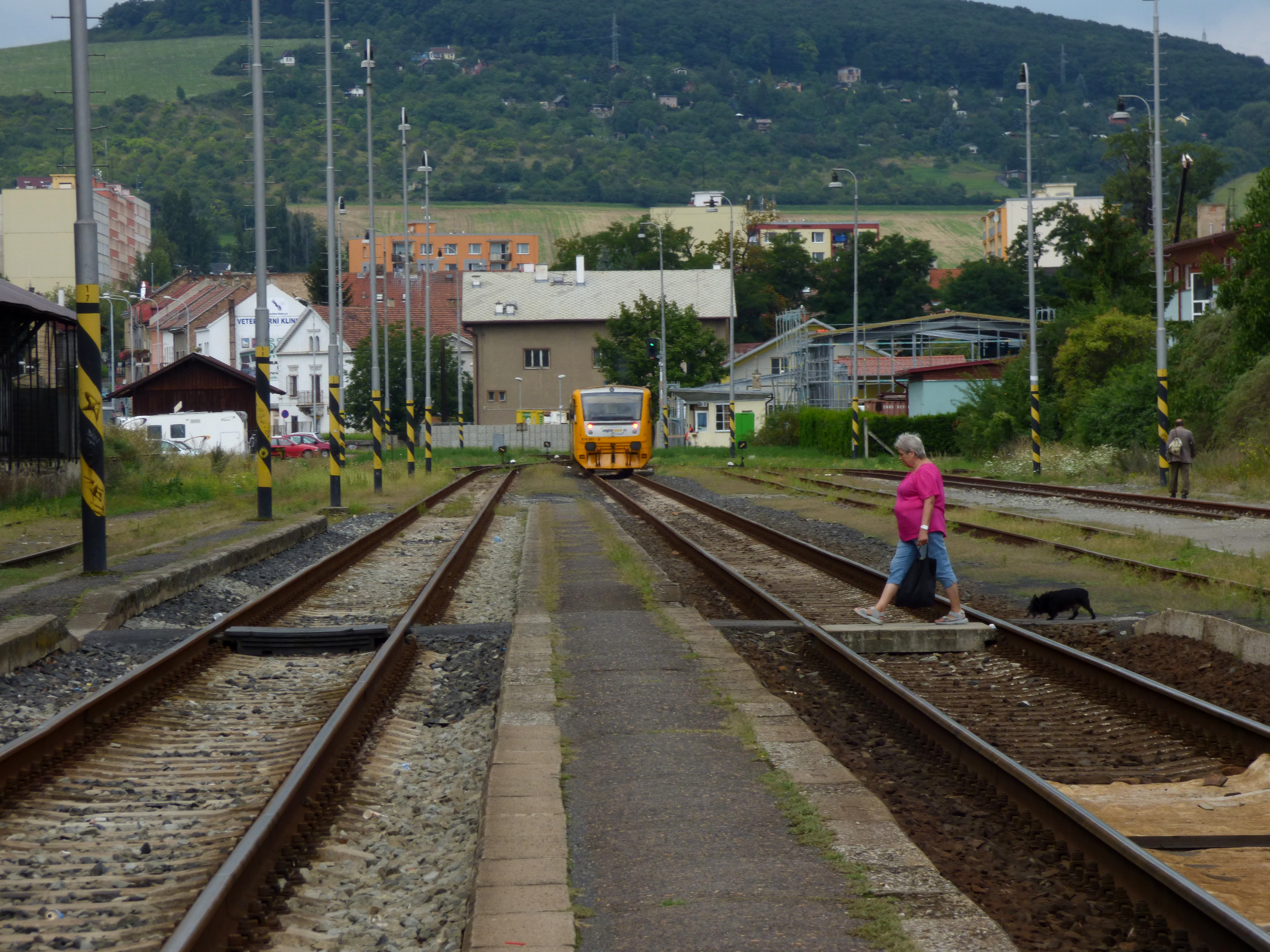
Původní rozsah kolejiště před rekonstrukcí

Stanice byla postavena na Ústecko-teplické dráze, k provozu se otevřela roku 1898, stejně jako celá trať z Lovosic do Litoměřic. Odsud se Severočeská transverzálka (jak je označováno spojení Teplic s Libercem přes tuto trať) rozvíjela dále směrem k České Lípě.
Stanice měla původně 6 staničních kolejí (včetně manipulačních), jelikož nádraží bylo důležitým uzlem ve městě a projížděly tudy vlaky s uhlím z dolů na Podkušnohorsku do Liberce. V průběhu času však byly koleje č. 4, 7 a 6 vyřazeny z provozu a zarostly, důvodem byla snižující se poptávka po kapacitě stanic a nevyužívání těchto kolejí. Kolej č. 6 odbočovala z koleje č. 4 a vedla ke skladištím a rampám ve stanici.[zdroj?]

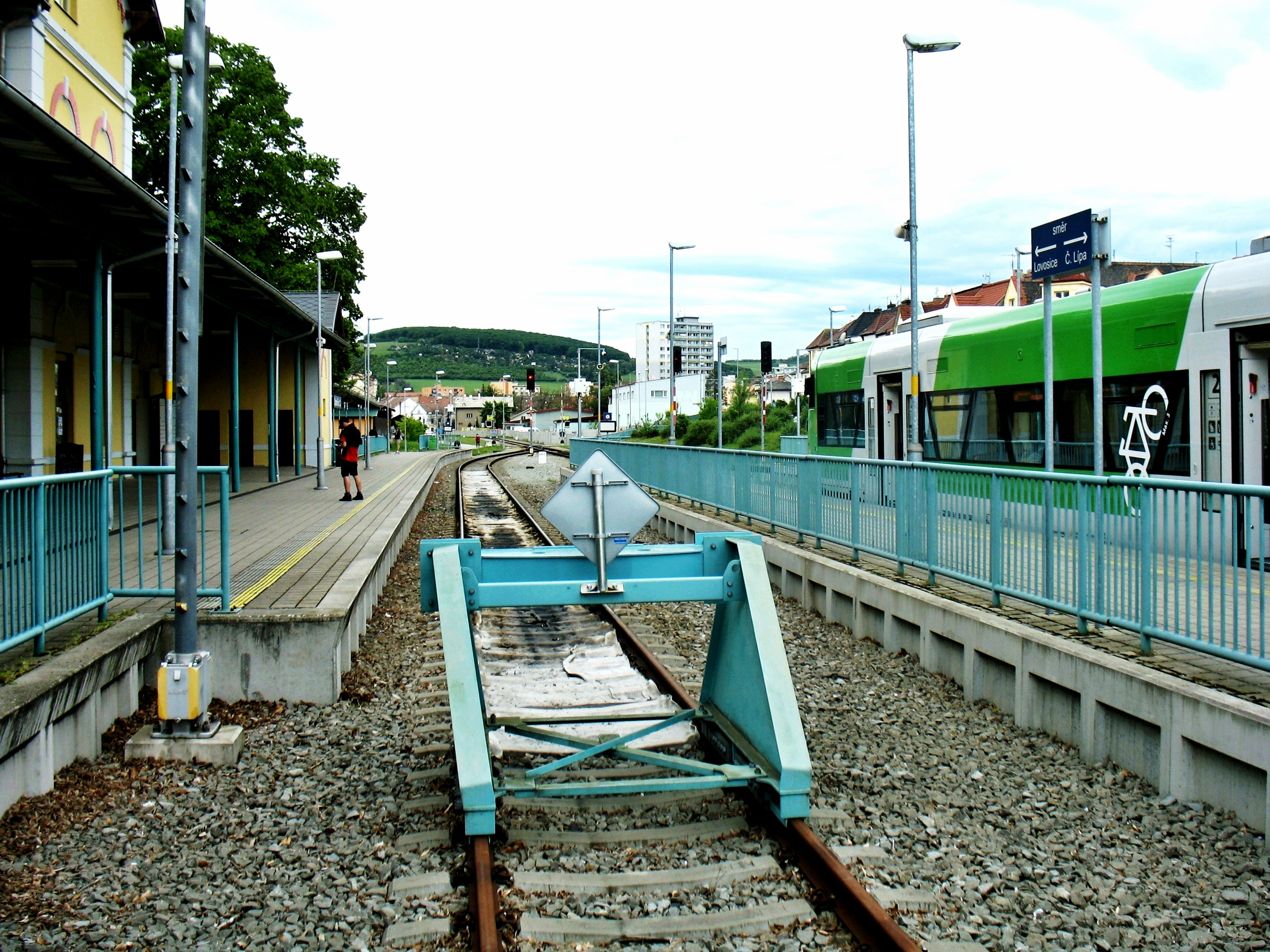
Nástupiště po modernizaci

V roce 2015 byla stanice rekonstruována. Kolejiště bylo zkráceno a zredukováno na dvě průběžné dopravní koleje a jednu kusou (zapojenou do lovosického zhlaví). Ve stanici byla vybudována bezbariérová nástupiště, nový informační systém pro cestující, došlo i k rekonstrukci staniční budovy, a to jak interiéru, tak exteriéru. Byly vybudovány nové bezbariérové toalety.
Od 15. prosince 2019 začala mezi Litoměřicemi a Mostem jezdit společnost AŽD Praha s 11 páry vlaků až do Mostu, ve všední dny posílené o 7 párů do Třebívlic.[zdroj?]
Během rekonstrukce trati Lovosice – Česká Lípa, která probíhala od roku 2020 do října 2022, mělo být vybudováno i nové staniční a traťové zabezpečovací zařízení.

## Popis stanice
V železniční stanici se nachází informační systém INISS. Stanice je řízena místně z dopravní kanceláře ve východní části budovy.[zdroj?] Stanice v roce 2018 vyhrála 2. místo v soutěži o nejkrásnější nádrží Česka a získala cenu generálního ředitele SŽDC.